# Jackie Brown (film)
Jackie Brown er en amerikansk film fra 1997 og den tredje film instrueret af Quentin Tarantino. Pam Grier og Robert Forster har hovedrollerne, mens Robert De Niro, Samuel L. Jackson, Bridget Fonda og Michael Keaton udfylder andre roller.
Filmmanuskriptet er baseret på romanen Rum Punch af Elmore Leonard, men Tarantino foretog store ændringer i historien.

## Medvirkende
- Pam Grier som Jackie Brown
- Samuel L. Jackson som Ordell Robbie
- Robert Forster som Max Cherry: Forster vandt ved Oscaruddelingen 1998, en Oscar for bedste mandlige birolle for rollen.
- Bridget Fonda som Melanie
- Michael Keaton som Ray Nicolette
- Robert De Niro som Louis Gara
- Michael Bowen som Mark Dargus
- Chris Tucker som Beaumont Livingston
- Lisa Gay Hamilton som Sheronda
- Tom 'Tiny' Lister Jr. som Winston